# Les Vice-rois
Les Princes de Francalanza (titre original italien : I Viceré) a été publié à Milan en 1894.  C’est le roman majeur de l’écrivain d’origine sicilienne Federico De Roberto (1861-1927). L’ouvrage, habité par de nombreux personnages, dissèque sur trois générations l’histoire d’une famille noble de Catane, les Uzeda di Francalanza, descendants des anciens vice-rois espagnols de Sicile à l'époque de Charles Quint. Crispés sur leurs privilèges, dévorés par leur orgueil, leur cupidité et leurs guerres intestines, les Francalanza sont contraints de s’adapter aux temps nouveaux. Le Risorgimento, la chute des Bourbons à la tête du royaume des Deux-Siciles et l’unité italienne amènent un régime libéral et bourgeois, qu’ils haïssent, mais dont ils finiront par s’accommoder et tirer profit.

## Résumé
Dans une lettre à son ami Di Giorgio (juillet 1891), De Roberto décrivit le roman qu’il projetait comme «l'histoire d'une grande famille, composée de quatorze ou quinze caractères, hommes et femmes, tous plus forts et plus extravagants les uns que les autres. Le premier titre était La vieille race, ce qui vous montre l'intention ultime, qui devrait être la décadence physique et morale d'une race épuisée.»
Les membres de la famille Uzeda sont unis " par le sang appauvri et corrompu de la vielle race." (page 696 de l'édition Point).  L’orgueil, l’arrogance, la cupidité, la soif de pouvoir, l’ignorance, la méchanceté et la haine que se portent les membres de la famille, alimentent en chacun une monomanie pathologique différente. Leur histoire est marquée par la corruption morale et biologique, illustrée par l'auteur dans l'épisode où Chiara donne naissance à un enfant mort-né, fœtus monstrueux qu’elle conserve embaumé dans une bonbonne en verre.
Le roman s’ouvre en 1855 par la mort de la princesse Teresa Uzeda de Francalanza, avare, cruelle et despotique, qui rompt avec la règle ancestrale de primogéniture et désigne deux de ses fils, le premier-né Giacomo et le troisième, son préféré, Raimondo, comme principaux bénéficiaires, ne laissant que des miettes aux cinq autres enfants méprisés. Les premières pages du roman grouillent de personnages - que le lecteur n’identifiera que peu à peu – brusquement agités par la disparition de l’aïeule redoutée, avec le point d’orgue des funérailles somptueuses, représentation de la puissance, des prétentions et de l’orgueil des Vice-Rois.  
Au fil des plus de 760 pages du roman (dans l’édition Points de 2008, traduction de Nathalie Bauer), De Roberto, maniant avec maestria l’ironie et l’humour, narre la décadence du clan et développe d’une plume acérée le caractère et le destin de plus de 20 personnages principaux dont les fortunes et infortunes ne cessent de s’entremêler. Tous poursuivent avec obstination leurs chimères, certains jusqu’à la folie, mais tous partagent aussi l’inconstance qui les amène à changer sans cesse d’alliances et de convictions, au gré de leurs seuls intérêts.  
Consalvo, fils du chef de famille Giacomo, le prince de Francalanza, et héritier du nom, adopte ainsi sans aucun scrupule les idées libérales et démocratiques qu’il méprise, pour se faire élire à la députation, visant ensuite une place au gouvernement. "Il n'est pas plaisant de dépendre de la canaille", mais "au lieu de mépriser les nouvelles lois, il me semble qu'il faut nous en servir", dit-il à l'une de ses tantes (pages 763 et 765 de l'édition Point). Les Vice-Rois– qui se déroulent entre 1855 et 1882 - sont en effet aussi une représentation, forte et désabusée, de l'histoire italienne entre le Risorgimento et l'unification.  Le constat de l’échec et du dévoiement des idéaux du Risorgimento se retrouvera, après celle de De Roberto, dans les œuvres d’autres écrivains de l’Italie du Sud, tels que Pirandello, Tomasi di Lampedusa ou Leonardo Sciascia.

## Personnages
Le prince Giacomo XIII de Francalanza avait marié son fils Consalvo VII (né en 1805) à la fille du baron Risa in Uzeda de Riscemi, Teresa, née en 1795, morte en 1855. Après la mort de Consalvo, Teresa Uzeda entreprit sans aucuns scrupules de reconstituer la fortune dilapidée du prince et exerça une autorité despotique sur tous les membres de la famille, décidant de leur destin à sa guise. De son union avec Consalvo naquirent:
Angiolina qui devient par décision de sa mère Sœur Maria Crocefissa, religieuse de l'abbaye de San-Placido à Catane
Chiara qui épouse le marquis Frederico de Villardita, obsédée par l'attente d'un enfant qui ne viendra jamais  
Giacomo XIV, le nouveau prince et chef de famille, marié à Margherita Grazzeri dont il a deux enfants : Consalvo VIII et Teresina. Dominé par sa cupidité, superstitieux, autoritaire et hypocrite, il s'arrange pour gérer l'héritage au mieux de ses intérêts, lésant sans remords ses frères et ses sœurs. À la mort de Margherita, il se remarie très vite avec sa cousine Graziella, son amour de jeunesse 
Lodovico, entré lui aussi dans les ordres sous la férule de sa mère, devient le Père Benedetto de la congrégation du Mont-Cassin. Prudent, calculateur et ambitieux, il devient sans difficulté doyen du couvent de San-Nicola à Catane, qu'il quitte juste avant la dissolution des congrégations, puis vise le titre d'évêque et part au Vatican assouvir sa soif de pouvoir 
Raimondo, comte de Lumera, marié à la comtesse Matilde, fille du baron Palmi. Le préféré de sa mère Tereza. Jouisseur et paresseux, il néglige sa femme et ses deux enfants: Teresa et Lauretta. Après leur divorce et la mort de Matilde, il épouse sa maîtresse Donna Isabela Fersa, dont il parvient à faire annuler le mariage par l'Église et qu'il impose à sa fratrie malgré le scandale
Ferdinando, célibataire et excentrique, vit sur son domaine de Pietra dell'Ovo, se livrant à mille expériences agronomiques, qui échouent toutes, finissant par laisser le domaine aux mains de son fermier qui le vole et par sombrer dans la folie
Lucrezia, qui refuse avec obstination le célibat voulu par sa mère et déroge en épousant - sans dot - l'avocat Benedetto Giulente, issu d'une famille de grand bourgeois dont la prétendue petite noblesse fait tordre le nez des Uzeda. Adoptant d'abord avec enthousiasme les idéaux libéraux de sa belle-famille, elle se retournera ensuite contre son mari en l'accusant de l'avoir entraînée dans une union au-dessous de sa condition, puis, dans un ultime revirement, le soutiendra dans ses ambitions politiques  
Le prince Consalvo VII avait en outre trois frères et une sœur:
Don Blasco Uzeda, moine bénédictin, jouisseur, vicieux, voleur, colérique et violent, tente sans cesse de dresser les membres de la famille les uns contre les autres. Bourbonien frénétique, il tournera casaque sans états d'âme quand il sentira l'odeur de l'argent et s'enrichira en spéculant avec l'argent volé au monastère au moment de sa dissolution 
Don Gaspare Uzeda, duc d'Oragua, bourbonien modéré, puis libéral par opportunisme, personnage médiocre et vénal, élu député puis sénateur du nouvel État italien, tirera parti de sa position pour exploiter à son profit toutes les opportunités offertes par les temps nouveaux 
Eugenio Uzeda, chevalier, sans fortune et sans talent, se prétendant historien. Il poursuit des projets chimériques et sombre dans l'indigence
Donna Ferdinanda Uzeda, vieille fille passionnée par l’héraldique et obsédée par le rang des Francalanza, d'abord très pauvre, mais qui accumule peu à peu avec une cupidité dévorante un confortable patrimoine. Elle mène une guerre impitoyable à tous les membres de la famille qui lui déplaisent, sans craindre de changer d'alliances quand cela lui convient
Autres personnages:
Consalvo Uzeda, fils de Giacomo et de Margherita. Immoral, méprisant et arrogant, il mène une vie dissolue dans sa jeunesse et s'oppose violemment à son père Giacomo qu'il déteste et à sa belle-mère, qu'il ignore. Il se consacre ensuite avec acharnement à son ambition: accéder au pouvoir. Il renie pour cela toutes les traditions familiales et finit par se fait élire député de gauche, premier pas vers un destin plus élevé  
Teresina Uzeda, fille de Giacomo et de Margherita, humble, généreuse, très croyante. Elle épouse son cousin Michele Radali, homme gentil mais qu'elle n'aime pas, alors qu’elle est amoureuse de son frère, Giovannino - et le reste en secret. Elle finit par accepter son sort et tombe peu à peu sous la coupe des hommes d'Église
Giovannino Radalì, frère de Michele, ignoré par sa mère, qui se dévoue exclusivement à l'établissement de son fils ainé. Il ne se remettra jamais de la perte de Teresina et finira tragiquement
Benedetto Giulente, mari de Lucrezia, avocat, libéral, mais fasciné par la haute noblesse des Uzeda, qui ne l'accepteront que lorsque les temps les amèneront à composer avec le siècle. Il devra subir longtemps le mépris dans lequel son épouse le tiendra. Consalvo le manipulera pour assouvir ses ambitions politiques  
Matilde Palmi, fille du baron Palmi de Milazzo, épouse soumise et désespérée de Raimondo, qui la trahit et la méprise 
Isabella Fersa, maîtresse de Raimondo. La découverte de sa liaison avec lui entraîne un scandale, mais Raimondo finira par obtenir la dissolution de son mariage avec Fersa, puis, lui-même veuf, finira par l'épouser, mais à contrecœur 
Baldassarre Crimi, fils illégitime de Consalvo VII, «maître de maison» des Uzeda pendant des décennies.

## Analyse
Roman appartenant au courant «vériste» de la littérature italienne, Les Vice-Rois a été publié au moment où le naturalisme déclinait. Son pessimisme, son scepticisme face à la notion de «progrès historique», et la simplicité de sa prose ont également joué dans son échec initial, alors que le nationalisme et la flamboyance du style, représentés par d’Annunzio, devenaient les nouvelles valeurs esthétiques. En 1977, pourtant, Leonardo Sciascia (1921-1989) écrivit que "après Les Fiancés (I Promessi sposi; 1827) de Manzoni, Les Vice-Rois est le plus grand roman que compte la littérature italienne.» 
L’ouvrage reste cependant peu connu en France, où il est souvent présenté comme un précurseur du chef-d’œuvre de Lampedusa, Le guépard (1958), dont il diffère pourtant profondément. Seuls la Sicile, le contexte historique et la certitude qu’il «faut que tout change pour que rien ne change» unit les deux livres.

## Traductions françaises
- Les Vice-rois, trad. Henriette Valot, Paris, Club bibliophile de France, 1954 (2 vol.)
- Les Princes de Francalanza, trad. Nathalie Bauer, Paris, Stock, 2007 (rééd. "Points" Seuil, 2008)

## Adaptation au cinéma
- I Vicerè, film de Roberto Faenza (2007)